# 德拉厄
德拉厄（丹麥語：Dragør），丹麥西蘭島上德拉厄市鎮里的城镇，及该市镇的行政中心。德拉厄成立于12世纪，此後成為一個漁港並且發展迅速。1370年，汉萨同盟获得了德拉厄的一些贸易特权。德拉厄後來成為丹麥最大的渔船队之一的所在地以及鹽醃和加工鱼的基地。